# Потоцкий, Александр Станислав
Граф Александр Станислав Пото́цкий (4 (15) мая 1778, Вилянув — 14 (26) марта 1845, Варшава) — польский аристократ, камергер французского императора Наполеона Бонапарта, сенатор-каштелян Царства Польского (1824).

## Биография
Представитель польского магнатского рода Потоцких герба «Пилява». Единственный сын генерала коронной артиллерии Станислава «Костки» Потоцкого (1755—1821) и Александры Любомирской (1760—1831).
Владелец Вилянувского дворца, где с 1805 года проживал вместе с первой женой, Анной (ур. Тышкевич), на которой женился после возвращения из-за границы в 1802 году. В 1802 году стал рыцарем Мальтийского ордена. В 1809 году — кавалер Ордена Святого Станислава, 24 мая 1829 года — Ордена Белого Орла.
Во время русско-французской войны 1806—1807 годов входил в свиту французского императора Наполеона Бонапарта и в 1807 году в ходе визита Наполеона в Варшаву получил от него звание камергера. В 1812 году стал членом образовательной комиссии Временного правительства Великого княжества Литовского.
Позже Потоцкий поступил на русскую службу и в 1815 году был переведён из Украинского пехотного полка, где служил прапорщиком, в Конный лейб-гвардии полк в чине корнета. В этом же чине с июня 1823 года служил адъютантом командующего 2-й армии П. Х. Витгенштейна. В марте 1826 года произведён в полковники и переведён в Курляндский драгунский полк, но, будучи обижен тем, что командование полком ему не доверили, уволился с военной службы.
С 1824 года — сенатор-каштелян Царства Польского. В 1830 году Александр Потоцкий не принял участия в Польском восстании (1830—1831) и не участвовал в заседаниях мятежного парламента, который в 1831 году исключил его из состава Сената. Тем не менее после окончательного поражения восстания он уехал за границу и вернулся лишь в конце 1830-х годов после того, как его ходатайство было удовлетворено императором Николаем I. По возвращении, в 1838 году, Потоцкий получил звание обер-шталмейстера российского императорского двора и назначение управляющим Яновским казённым конным заводом — эти две должности он занимал до самой смерти в 1845 году. 12 апреля 1843 года получил графский титул.
По отзывам современников, Потоцкий был по своим временам образованным человеком, сумевшим самостоятельно восполнить пробелы в своём поверхностном светском образовании. Он также был набожным католиком и совершил паломничество в Рим. Один из страстных любителей лошадей, являлся автором трактатов о коневодстве. Занимал пост генерального директора конного стада Царства Польского. При нём была выведена особая польская порода — яновская лошадь.

## Семья
Был дважды женат. 27 мая 1805 года в Вильно женился на Анне Тышкевич (1779—1867), дочери гетмана польного литовского и маршалка великого литовского Людвика Скумина-Тышкевича (1748—1808) и Констанции Понятовской (1759—1830). Дети:
- Август Потоцкий (1806—1867), женат на Александре Потоцкой (1818—1892), младшей дочери российского генерала Станислава Потоцкого.
- Наталья Потоцкая (1810—1830), жена с 1829 года князя Романа Станислава Сангушко (1800—1881)
- Мориц Потоцкий (1812—1879), женат на Людвике Бобр-Петровицкой (1825—1890)

В 1821 году развелся с первой женой и вторично женился (в 1823 году) на Изабелле Мостовской (1807—1897), дочери польского политика и писателя, графа Тадеуша Антония Мостовского (1766—1842), и Марианны Потоцкой (1780—1837). Дети:
- Станислав Потоцкий (1824—1887), женат с 1854 года на Марии Сапеге (1837—1923)

В 1829 году Александр Потоцкий развелся со второй женой. В конце жизни завязал отношения с вдовой Александрой Стоковской, которая однако не стала его третьей женой.